# Kieran de Clonmacnoise
Pour les articles homonymes, voir Kieran.
Kieran de Clonmacnoise (515 † vers 550) est un moine irlandais considéré comme saint par l'Église catholique.

## Historique

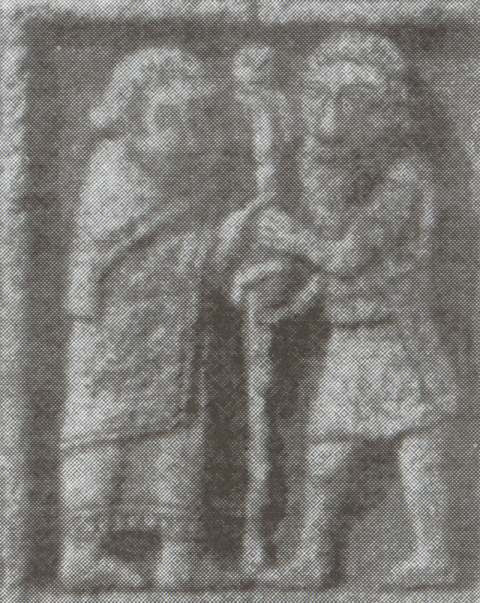
Scène gravée sur la « Croix des Saintes Écritures » à Clonmacnoise représentant un ecclésiastique sur la gauche et un guerrier sur la droite qui enfoncent une longue perche dans le sol. On a parfois avancé qu’il s’agissait de saint Kieran et du roi Diarmait mac Cerbaill plantant le premier poteau d’angle de leur nouvelle église.

Né en Connacht, en 515, dans le comté de Roscommon (Irlande), il est le troisième fils de Beoit, charron, et de Darerca, fille d’Ercan de Glas, poète. Kieran descendrait de la lignée royale d'Eremon.
Il fut barde et berger.
Le diacre Justus le baptise et lui sert de premier professeur. Kieran fit ses études dans l'abbaye de Clonard qui est dirigée par saint Finien qui devint son professeur. L'histoire dite de « la vache brune de Kieran » raconte son arrivée en ce lieu.
Sa grande intelligence le fit, alors qu'il est encore étudiant, tuteur de la fille du roi Cualàn.
« Il était une lampe, flamboyant à la lumière de la sagesse » disait son meilleur ami saint Colomkille.
Parti de Clonard, pour le monastère d'Inishmore, dans les îles d'Aran, il eut comme mentor saint Endée puis comme ami saint Sénan et Kevin de Glendalough. C'est dans ce monastère qu'il fut béni grâce à la « vision du Grand Arbre ».
Rejoignant ensuite l'abbaye d'Iseal-Chiarain, dans le centre de l'Irlande, il y sera considéré comme un grand savant par ses pairs, mais sa trop grande générosité lui vaudra quelques critiques (risque de la mise en faillite de l'abbaye).
Par la suite, il aurait été conduit par un cerf à Inis-Aingin (Hare Island), une île du Lough Ree. Pendant son séjour, des moines de toute l'Irlande vinrent étudier sous sa tutelle, des miracles eurent lieu, témoignant de sa sainteté.
Il quitta l'île, accompagné de huit autres frères, et s'installa sur la rive orientale du fleuve Shannon entre Athlone et Banagher dans le comté d'Offaly dans un lieu appelé autrefois Typrait, où il fonda en 544 le grand monastère de Clonmacnoise, grâce à la donation d'un terrain par Diarmuid Mac Cerbhaill. Ce lieu devint un centre d'études de grande renommée où des milliers d'Irlandais ainsi que des Anglais et Français étudièrent.
Kieran décédera de la peste vers 550.

## Fête liturgique
Le  9 septembre : Saint Kieran de Clonmacnoise est considéré comme l'un des douze apôtres de l'Irlande.

## Signification du nom
Kieran vient du gaélique Ciarán (noir, brun).

## Autres noms
Saint Ciarán, Kieran le jeune, Ciarán le jeune , Kiaran le Jeune, Kieran de Clonmacnois, Ciarán,  Ciarán de Clonmacnois, Ciarán de Clonmacnoise, Queran, Queranus.  

## Miracles

### La vache de Dun-Kieran
Partant pour l'abbaye de Clonard, Kieran demanda une vache à ses parents, pour contribution à cette communauté. Sa mère refusant, il alla bénir une vache du troupeau familial, en la signant d'une croix au front. La vache bénite le suivra accompagnée de son veau jusqu'à Clonard. Une fois sur les lieux, Kieran apprit qu'il ne pouvait garder qu'un seul animal. Il traça alors une ligne entre les deux animaux, leur signifiant qu'aucun des deux ne devait traverser cette ligne. C'est alors que le veau repartit en direction de la maison de Kieran. Le lait de la vache aurait fourni assez de lait pour la communauté. À la mort de celle-ci, sa peau aurait été gardée comme relique à Clonmacnoise et servit de parchemin pour l'écriture du "Lebor na hUidre" (the book of the Dun-Cow - le livre de la vache brune).

### La vision du Grand Arbre
Un jour Kieran eut un rêve, celui d'un grand arbre poussant au milieu de l'Irlande et dont les ramifications et les fruits allaient jusqu'aux côtes, dessus s'y trouvaient des oiseaux. Son ami Enda lui dit alors que le grand arbre était Kieran lui-même, qu'il est grand auprès de Dieu et de tous les hommes, que l'Irlande serait sous sa protection et serait nourrie grâce à ses jeûnes, et que c'est au centre de l'Irlande qu'il bâtirait son église sur les bords d'une rivière.

## Confusion
L'histoire de Saint Kieran de Clonmacnoise est souvent confondue avec celle de son homologue et homonyme Saint Kieran de Saighir qui vécut approximativement à la même période, en Irlande.

## Source
- (en) St Kieran, Patron of Broughall School